# Charlie Martin (Rennfahrerin)
Charlie Christina Martin (* 24. August 1981 in Leicester) ist eine britische Automobilrennfahrerin, Vloggerin und Transgenderaktivistin.

## Karriere
Zum ersten Mal kam Charlie Martin mit Motorsport in Kontakt, als sie im Teenageralter einen Freund und dessen Vater zu einem Bergrennen begleitete. 2001 besuchte sie zum ersten Mal mit einem ihrer Brüder das 24-Stunden-Rennen von Le Mans. Nach ihren Eindrücken in Frankreich beschloss sie, selbst Rennfahrerin zu werden. Heute verfolgt sie das Ziel, der/die erste transsexuelle Teilnehmer(in) beim 24-Stunden-Rennen von Le Mans zu sein.
Die Motorsportaktivitäten von Charlie Martin begannen 2004. Von da an nahm sie in einem selbst vorbereiteten Peugeot 205 an Bergrennen der britischen Meisterschaft teil. Um sich diesen Sport leisten zu können, arbeitete sie zusätzlich als Gärtnerin und in einem Restaurant. Nach vier Jahren ersetzte sie den Peugeot durch einen Westfield SEi mit einem Ford-Zetec-Motor und etwa 225 PS, den sie bis 2014 fuhr. 2014 nahm sie bereits an den ersten Läufen der französischen Bergrennmeisterschaft, der Championnat de France de la Montagne, teil. In ihrem ersten Rennen in Saint-Gouéno unterbot sie den Streckenrekord in ihrer Klasse um zwei Sekunden und gewann das Rennen drei Sekunden vor dem Zweitplatzierten. Ab 2015 nahm sie in einem Formelfahrzeug, einem Formel Renault 2.0 von Tatuus, an der französischen und europäischen Bergrennmeisterschaft teil. Ohne Unterstützung eines Teams reiste sie allein in einem Renault Master mit Kofferaufbau, den sie selbst umgebaut und mit Hebevorrichtung, Wohnbereich und Dusche ausgestattet hatte, von Leicestershire aus zu den Rennen auf dem europäischen Festland. Auch die Vorbereitung des Fahrzeugs erledigte sie ohne die Hilfe von Mechanikern alleine. Nach zwei Jahren in ihrem eigenen Formel Renault, fuhr sie 2017 einen Norma M20 FC, der von der Mannschaft des Europameisters Simone Faggioli vorbereitet wurde. Im gleichen Jahr im November nahm sie – gemeinsam mit Nicholas Schatz – im Norma M20 an einem 3-Stunden-Rennen im Rahmen der Trophee Tourisme Endurance auf dem Circuit Bugatti sowie an weiteren Rundstreckenrennen wie dem Race of Remembrance am Anglesey Circuit teil. In dieser Zeit reifte bei ihr der Entschluss, vom Bergrennsport zur Rundstrecke zu wechseln.
2018 fuhr sie für Richardson Racing in der Ginetta GT5 Challenge. Die Rennen mit identischen Ginetta G40 wurden im Rahmen der britischen GT-Meisterschaft ausgetragen. Ebenfalls 2018 absolvierte Martin die ersten Tests in einem LMP3-Fahrzeug von Ligier für Racing Experience.
In der Saison 2019 fuhr sie für Racing Experience im Michelin Le Mans Cup in einem Norma M30 LMP3.
Am 18. März 2020 teilte Charlie Martin mit, dass sie in der Saison 2020 in der VLN an den Start gehen wird und sie auch für eine Teilnahme am 24-Stunden-Rennen auf dem Nürburgring vorgesehen ist. Sie startete für Adrenalin-Motorsport in einem BMW M240i und ist damit die erste Transperson, die am 24-Stunden-Rennen teilnahm. Sie fuhr den regulären Start, den erneuten Start nach der nächtlichen Unterbrechung und auch die letzte Stunde des Rennens bis zum Zieleinlauf. Am Ende belegte sie mit ihren Teamkollegen Davide Bertello, Lutz Rühl und Jens Bombosch den 52. Gesamtrang und den vierten Platz in ihrer Klasse. 
Mitte September gab sie bekannt, dass sie im Jahr 2021 in der Britcar Langstreckenmeisterschaft in einem Praga R1 an den Start gehen wird. In den ersten beiden Rennen auf dem Silverstone Circuit am 24. April 2021 belegte sie gemeinsam mit ihrem Teamkollegen Jack Fabby den ersten und den zweiten Platz. Ebenfalls 2021 startete sie in der ADAC GT4 in einem BMW M4 GT4 für das Team Driverse, das größtenteils aus Frauen besteht. Am ersten Wochenende in Oschersleben erreichte sie nach einem Ausfall im ersten Rennen gemeinsam mit ihrer Teamkollegin Sandra van der Sloot den dritten Platz in ihrer Klasse im zweiten Rennen und damit die erste Podiumsplatzierung für die Mannschaft.

## Persönliches
Charlie Martin ist die Urenkelin von Percy Martin, einem britischen Ingenieur und Automobilhersteller US-amerikanischer Abstammung. Sie wuchs in Leicestershire auf und hat Grafikdesign studiert. Neben ihrem Studium und ihrer Motorsportkarriere arbeitet sie im Familienunternehmen Percy Martin Ltd. im Verkauf. Die Firma handelt mit gebrauchten Maschinen für Metallverarbeitung. Martin wusste bereits seit früher Kindheit, dass sie im falschen Körper geboren wurde. Nachdem sie im Alter von sieben Jahren einen Zeitungsartikel über das transsexuelle Model Caroline Cossey las, wusste Martin, dass sie „das auch tun müsse“.
2012 nahm sie an keinen Motorsportveranstaltungen teil, um sich ihrer Transition zu widmen. Seit Anfang des Jahres 2012 lebt sie als Frau und ließ geschlechtsangleichende und plastische Operationen über sich ergehen. 2013 nahm sie bereits wieder an Motorsportveranstaltungen teil. 
Zwischen 2016 und 2017 nahm sie an der dritten Auflage von Ninja Warrior UK teil und erreichte das Halbfinale, wo sie knapp am Einzug ins Finale scheiterte.
Heute engagiert sich Charlie Martin für die LGBT-Bewegung und möchte durch ihre Popularität für mehr Akzeptanz – insbesondere gegenüber transsexuellen Menschen – werben.
Charlie Martin spricht fließend Französisch und entwirft Designs für Kunden sowie für ihre eigenen Fahrzeuge und Helme. In ihrer Freizeit fährt sie Snowboard, geht Wellenreiten und laufen. Sie nahm bereits an mehreren Laufwettbewerben wie dem Halbmarathon von Leicester oder dem Trailrun am Hardergrat in der Schweiz teil.